# Feliks Fiutowski
Feliks Fiutowski (ur. 29 września 1903 w Ostrowcu Świętokrzyskim, zm. 15 marca 1982 tamże) – polski tokarz, hutnik i polityk komunistyczny, poseł na Sejm PRL IV kadencji.

## Życiorys
Uzyskał wykształcenie podstawowe, z zawodu tokarz. Pracował jako kierownik oddziału w Hucie im. Marcelego Nowotki w Ostrowcu Świętokrzyskim. Należał do Komunistycznej Partii Polski, Polskiej Partii Robotniczej i Polskiej Zjednoczonej Partii Robotniczej, pełnił funkcję wiceprzewodniczącego prezydium Wojewódzkiej Rady Narodowej w Kielcach. W 1965 uzyskał mandat posła na Sejm PRL IV kadencji z okręgu Ostrowiec Świętokrzyski. W Sejmie pracował w Komisji Handlu Wewnętrznego.
Odznaczony Orderem Sztandaru Pracy I i II klasy oraz Krzyżem Kawalerskim Orderu Odrodzenia Polski.
Pochowany na cmentarzu w Szewnej.